# آرتور بتربیف
آرتور بتربیف (روسی: Артур Асильбекович Бетербиев ,چچنی: Бетербиев Асильбекан Артур;؛ زادهٔ ۲۱ ژانویهٔ ۱۹۸۵) بوکسور اهل روسیه است. 